# Sudeck (Diemelsee)
Sudeck ist ein Ortsteil der Gemeinde Diemelsee im nordhessischen Landkreis Waldeck-Frankenberg.

## Geographie
Sudeck liegt im Upland im Naturpark Diemelsee. Im Ort treffen sich die Landesstraße 3082 und die Kreisstraße 72. Sudeck liegt zwischen Dortmund und Kassel südlich von Paderborn, ungefähr in der Mitte eines Dreiecks mit den Eckpunkten Korbach, Brilon und Marsberg. Die dem Ort zugerechnete Gemarkungsgröße beträgt 662 Hektar.
Naturräumlich ist der Ort der Region „Ostsauerländer Gebirgsrand (Nr. 332)“ und darin dem „Vorupländer Hügelland“ (Nr. 332.61) zugeordnet.

## Geschichte

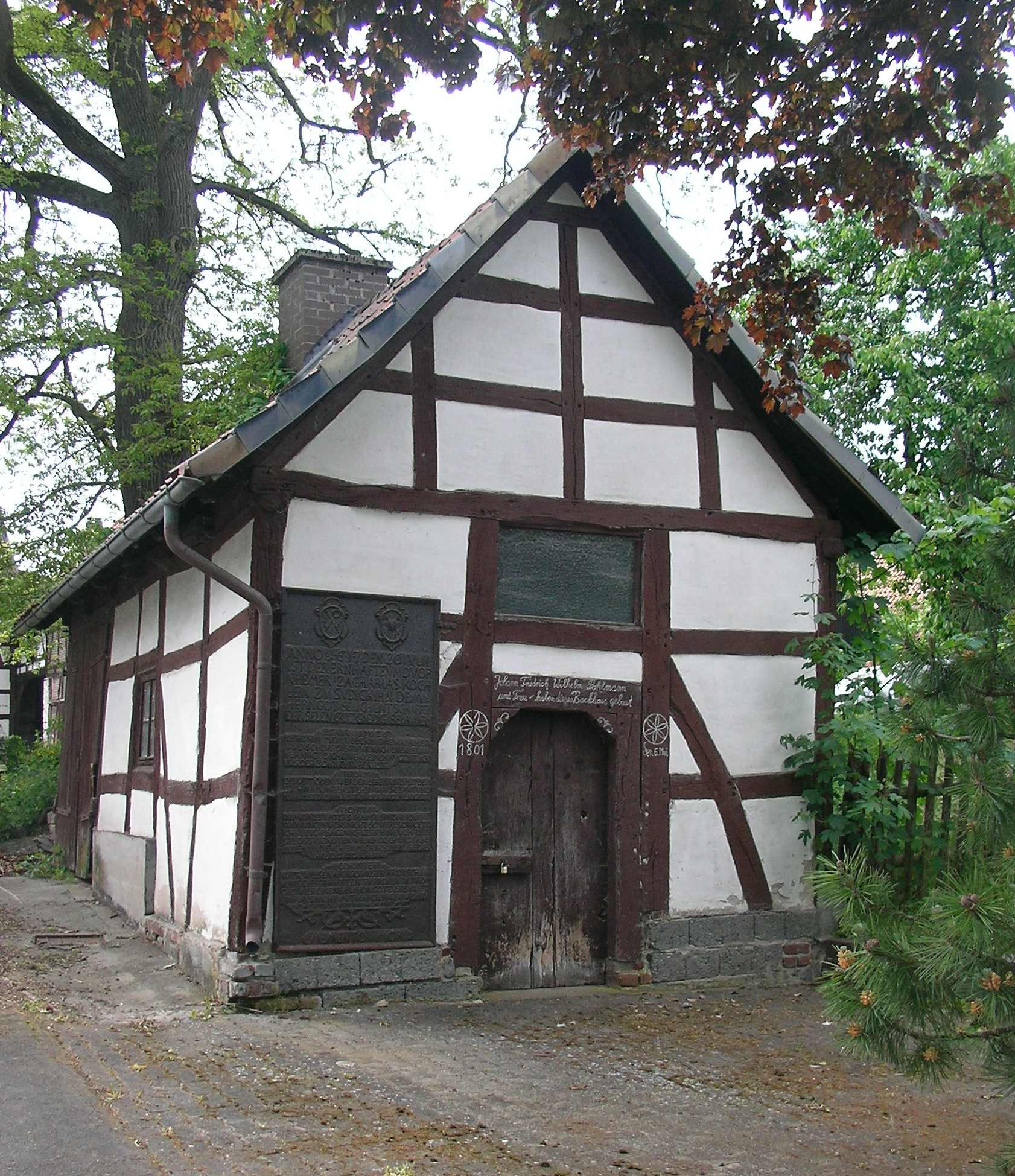
Backhaus im Ortskern von Sudeck

### Ortsgeschichte
Die älteste bekannte schriftliche Erwähnung von Sudeck erfolgte unter dem Namen Sudwich im Jahr 1141.
Die bekannten historischen Erwähnungen finden sich in folgender Übersicht:
- Sudwich (1141) [Kop. Regesten der Erzbischöfe von Köln 2, S. 66, Nr. 394]
- Sutwik (1194) [Kop. 14. Jahrhundert Regesten der Erzbischöfe von Köln 2, S. 299, Nr. 1488]
- Sudick (1332–1344) [Urkunden zur Geschichte der Fürstenthümer Waldeck und Pyrmont, bearb. von Louis Curtze, o. J., Exemplar in der Dienstbibliothek des Hessischen Staatsarchivs Marburg, S. 39–50, Nr. 31]
- Sudik (1336–1359) [Paul Wigand, in: Archiv für Geschichte und Alterthumskunde Westphalens 7 (1838), S. 300, § 214]
- Sudeck (1537) [HStAM Bestand 127 Nr. 3]

1730 ließ Fürst Karl August Friedrich von Waldeck-Pyrmont das Jagdschloss Carlsruhe aus Holz und Giebringhäuser Marmor errichten. 1781 befand sich das Jagdschloss im Besitz eines Herrn von Rheins, einem unehelichen Sohn des Erbauers. 1789 wurde das Schloss als verwüstet beschrieben. Im Jahre 1790 wurde es abgerissen.
In der Gemarkung von Sudeck liegt die Wüstung Ittlar.
Hessische Gebietsreform (1970–1977)
Zum 31. Dezember 1971 entstand im Zuge der Gebietsreform in Hessen durch den freiwilligen Zusammenschluss der bis dahin selbständigen Gemeinden Adorf, Benkhausen, Deisfeld, Flechtdorf, Giebringhausen, Heringhausen, Ottlar, Rhenegge, Schweinsbühl, Stormbruch, Sudeck, Vasbeck und Wirmighausen die neue Gemeinde Diemelsee. Sitz der Gemeindeverwaltung wurde Adorf.
Für die ehemals selbständigen Gemeinden von Diemelsee wurden gemäß Hauptsatzung Ortsbezirke mit Ortsbeirat und Ortsvorsteher errichtet. Die Grenzen der Ortsbezirke folgen grundsätzlich den Gemarkungsgrenzen.

### Verwaltungsgeschichte im Überblick
Die folgende Liste zeigt die Staaten bzw. Herrschaftsgebiete und deren untergeordnete Verwaltungseinheiten, in denen Sudeck lag:
- 1546 und später: Heiliges Römisches Reich, Grafschaft Waldeck, Amt Eisenberg
- ab 1712: Heiliges Römisches Reich, Fürstentum Waldeck, Amt Eisenberg
- ab 1806: Fürstentum Waldeck, Amt Eisenberg
- ab 1815: Fürstentum Waldeck, Oberamt des Eisenbergs
- ab 1816: Fürstentum Waldeck, Oberjustizamt des Eisenbergs
- ab 1850: Fürstentum Waldeck-Pyrmont (seit 1849), Kreis des Eisenbergs[Anm. 1]
- ab 1867: Fürstentum Waldeck-Pyrmont (Akzessionsvertrag mit Preußen), Kreis des Eisenbergs
- ab 1871: Deutsches Reich, Fürstentum Waldeck-Pyrmont, Kreis des Eisenbergs
- ab 1919: Deutsches Reich, Freistaat Waldeck-Pyrmont, Kreis des Eisenbergs
- ab 1929: Deutsches Reich, Freistaat Preußen, Provinz Hessen-Nassau, Regierungsbezirk Kassel, Kreis des Eisenbergs
- ab 1942: Deutsches Reich, Freistaat Preußen, Provinz Hessen-Nassau, Regierungsbezirk Kassel, Landkreis Waldeck
- ab 1944: Deutsches Reich, Freistaat Preußen, Provinz Kurhessen, Regierungsbezirk Kassel, Landkreis Waldeck
- ab 1945: Deutsches Reich, Amerikanische Besatzungszone, Groß-Hessen, Regierungsbezirk Kassel, Landkreis Waldeck
- ab 1946: Deutsches Reich, Amerikanische Besatzungszone, Hessen, Regierungsbezirk Kassel, Landkreis Waldeck
- ab 1949: Bundesrepublik Deutschland, Hessen, Regierungsbezirk Kassel, Landkreis Waldeck
- ab 1972: Bundesrepublik Deutschland, Hessen, Regierungsbezirk Kassel, Landkreis Waldeck, Gemeinde Diemelsee
- ab 1974: Bundesrepublik Deutschland, Hessen, Regierungsbezirk Kassel, Landkreis Waldeck-Frankenberg, Gemeinde Diemelsee

### Bevölkerung
Einwohnerstruktur 2011
Nach den Erhebungen des Zensus 2011 lebten am Stichtag dem 9. Mai 2011 in Sudeck 144 Einwohner. Darunter waren 3 (2,1 %) Ausländer.
Nach dem Lebensalter waren 18 Einwohner unter 18 Jahren, 51 waren zwischen 18 und 49, 39 zwischen 50 und 64 und 36 Einwohner waren älter.
Die Einwohner lebten in 66 Haushalten. Davon waren 15 Singlehaushalte, 24 Paare ohne Kinder und 21 Paare mit Kindern, sowie 6 Alleinerziehende und keine Wohngemeinschaften. In 12 Haushalten lebten ausschließlich Senioren und in 42 Haushaltungen leben keine Senioren.
Einwohnerentwicklung
 Quelle: Historisches Ortslexikon
- 1541: 12 Häuser
- 1620: 19 Häuser
- 1650: 12 Häuser
- 1738: 22 Häuser
- 1770: 22 Häuser, 158 Einwohner

| Sudeck: Einwohnerzahlen von 1770 bis 2020 | Sudeck: Einwohnerzahlen von 1770 bis 2020 | Sudeck: Einwohnerzahlen von 1770 bis 2020 | Sudeck: Einwohnerzahlen von 1770 bis 2020 | Sudeck: Einwohnerzahlen von 1770 bis 2020 |
| --- | ----------------------------------------- | ----------------------------------------- | ----------------------------------------- | ----------------------------------------- |
| Jahr |                                           |                                           |                                           | Einwohner                                 |
| 1770 | 1770                                      |                                           | 158                                       | 158                                       |
| 1800 | 1800                                      |                                           | ?                                         | ?                                         |
| 1834 | 1834                                      |                                           | 172                                       | 172                                       |
| 1840 | 1840                                      |                                           | 183                                       | 183                                       |
| 1846 | 1846                                      |                                           | 176                                       | 176                                       |
| 1852 | 1852                                      |                                           | 180                                       | 180                                       |
| 1858 | 1858                                      |                                           | 176                                       | 176                                       |
| 1864 | 1864                                      |                                           | 173                                       | 173                                       |
| 1871 | 1871                                      |                                           | 183                                       | 183                                       |
| 1875 | 1875                                      |                                           | 185                                       | 185                                       |
| 1885 | 1885                                      |                                           | 206                                       | 206                                       |
| 1895 | 1895                                      |                                           | 203                                       | 203                                       |
| 1905 | 1905                                      |                                           | 213                                       | 213                                       |
| 1910 | 1910                                      |                                           | 210                                       | 210                                       |
| 1925 | 1925                                      |                                           | 214                                       | 214                                       |
| 1939 | 1939                                      |                                           | 204                                       | 204                                       |
| 1946 | 1946                                      |                                           | 279                                       | 279                                       |
| 1950 | 1950                                      |                                           | 256                                       | 256                                       |
| 1956 | 1956                                      |                                           | 206                                       | 206                                       |
| 1961 | 1961                                      |                                           | 172                                       | 172                                       |
| 1967 | 1967                                      |                                           | 154                                       | 154                                       |
| 1980 | 1980                                      |                                           | ?                                         | ?                                         |
| 1990 | 1990                                      |                                           | ?                                         | ?                                         |
| 2001 | 2001                                      |                                           | 172                                       | 172                                       |
| 2011 | 2011                                      |                                           | 144                                       | 144                                       |
| 2015 | 2015                                      |                                           | 136                                       | 136                                       |
| 2020 | 2020                                      |                                           | 143                                       | 143                                       |
| Datenquelle: Historisches Gemeindeverzeichnis für Hessen: Die Bevölkerung der Gemeinden 1834 bis 1967. Wiesbaden: Hessisches Statistisches Landesamt, 1968. Weitere Quellen: LAGIS; Gemeinde Diemelsee; Zensus 2011 |                                           |                                           |                                           |                                           |

Religionszugehörigkeit
| • 1885: | 203 evangelische (= 100 %) Einwohner                             |
| • 1961: | 169 evangelische (= 98,26 %), 3 katholische (= 1,74 %) Einwohner |

## Sehenswürdigkeiten
Die im spätromanischen Stil errichtete Kirche stammt aus dem 13. Jahrhundert.

## Infrastruktur
- In Sudeck gibt es ein Dorfgemeinschaftshaus.

## Persönlichkeiten
- Heinrich Bangert (1610–1665), geboren in Sudeck, Gelehrter, Philologe und Historiker des Barockzeitalters
- Christian Friedrich Biederbick (1819–1895), deutscher Landwirt und Politiker, Bürgermeister von Sudeck 1854 bis 1863